# Красный шлам

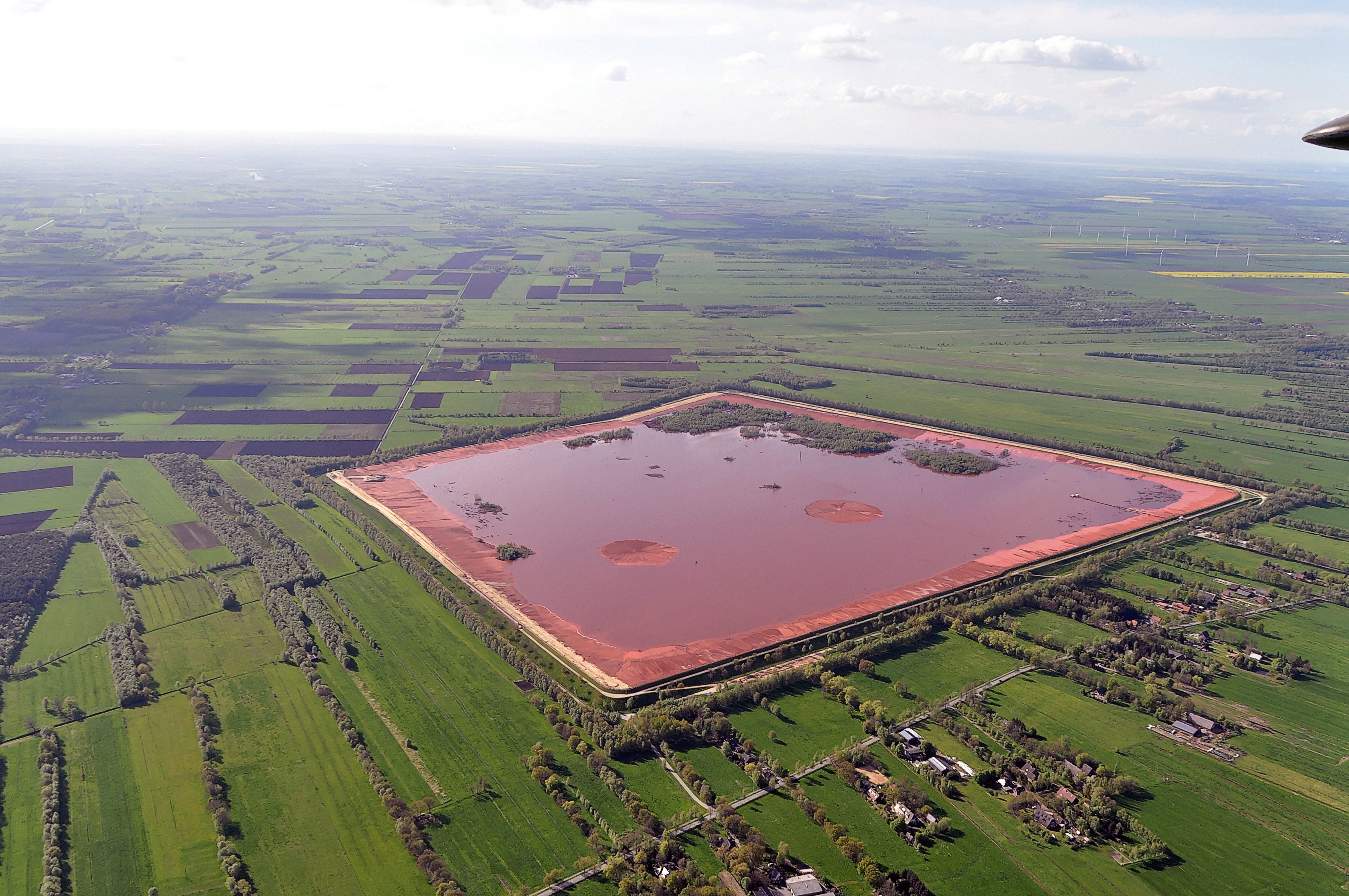
Красный шлам у Штаде (Германия).

Красный шлам — твёрдые отходы процесса Байера, промышленного процесса переработки боксита в оксид алюминия, который является сырьём для электролиза в процессе выплавки алюминия. Обычно фабрика производит в два раза больше красного шлама, чем алюминия. Это отношение зависит от типа боксита, применяющегося в процессе переработки.
Красный шлам содержит примеси оксидов металлов и представляет собой одну из самых важных проблем с утилизацией при производстве алюминия. Красный цвет вызван присутствием оксида железа, составляющего до 60 % массы красного шлама. Также в нём содержится заметное количество оксида кремния(IV), невыщелоченного остаточного алюминия и оксида титана.
Красный шлам нелегко утилизировать. В большинстве стран, в которых он производится, его накапливают в прудах. Красный шлам занимает площадь, которая не пригодна ни для строительства, ни для сельского хозяйства. Как отход процесса Байера, красный шлам отличается высокой щелочностью с pH от 10 до 13. Для понижения щелочности с целью уменьшения вреда окружающей среде применяются разные методы. Ведутся исследования возможных применений красного шлама, но его высушивание требует много энергии на испарение воды и может много стоить, если использовать ископаемые топлива.

## Опасность для окружающей среды
Неправильная утилизация и преднамеренный выброс красного шлама в реки и озёра наносит вред окружающей среде. Дождевая вода, вымытая из прудов с красным шламом, увеличивает pH вод рек и потоков, делая их резко щелочными; орошённая их водами земля превратится в солончак.
4 октябре 2010 года в результате аварийного прорыва дамбы хвостохранилища Айкайского глинозёмного завода в Венгрии около одного миллиона кубометров красного шлама попало в окружающую среду: число пострадавших превысило 400 человек и была загрязнена большая территория. Всё живое в реке Марцаль было «отравлено» красным шламом, и через несколько дней он попал в Дунай.